# Liste von Waagen (städtische Gebäude)
Dies ist eine Liste städtischer Waagen. 

## Belgien

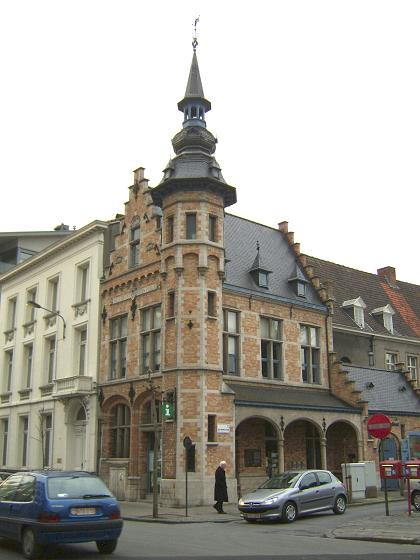
Waage von Kortrijk (B)

- Waage von Antwerpen (1547–1873);[1]
- Waage von Kortrijk (?)[2]

## Deutschland

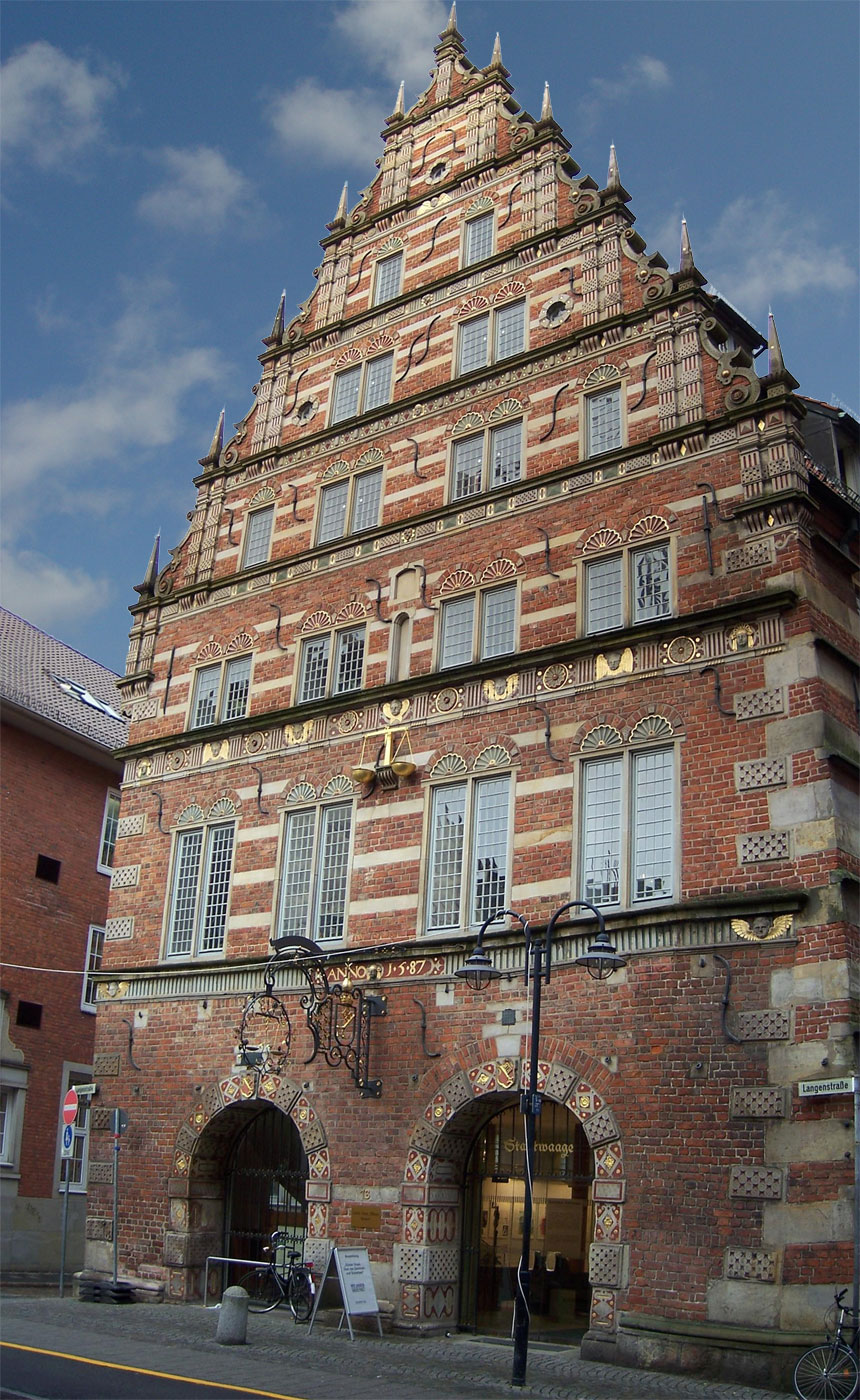
Waage von Bremen (D)

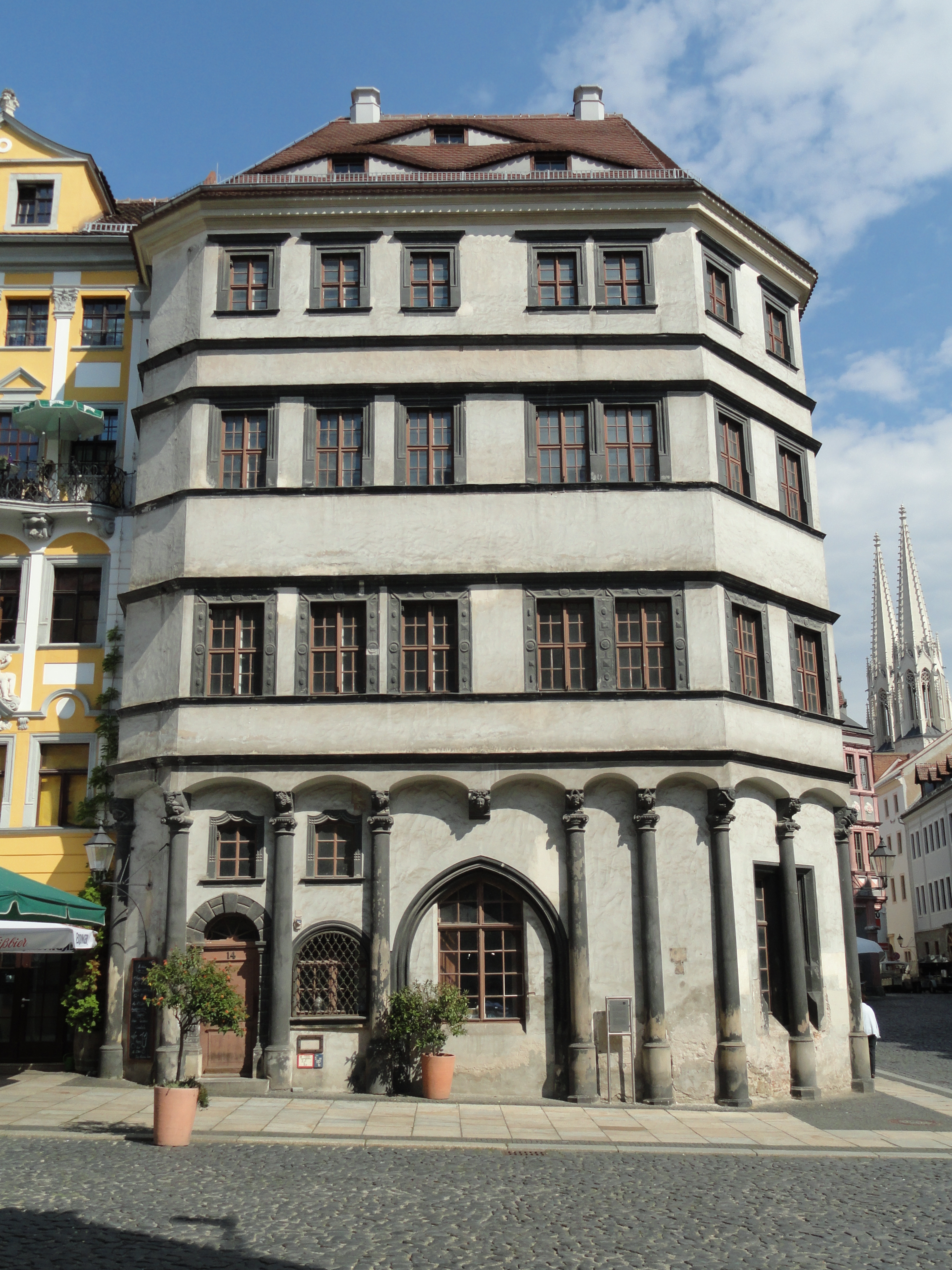
Waage von Görlitz (D)

- Waage in Berlin, Teil des Neuen Packhofs (1831)[3]
- Alte Waage Brakel (um 1350)
- Alte Waage Braunschweig (1534–1944, 1994)
- Stadtwaage Bremen (1588)
- Alte Waage Eisleben (16. Jh.)
- Stadtwaage Frankfurt am Main (1503–1944)
- Waage von Görlitz (1600)
- Ratswaage Halle/Saale (1581–1948)
- Waage von Hamburg (1672–1842)
- Stadtwaage Kempten (?)
- Alte Waage Leer (1714)
- Alte Waage Leipzig (1555)
- Waage von Lübeck, im Kriegsstubenbau am Rathaus (1444)
- Alte Stadtwaage von Nürnberg (1497–1945)[4]
- Stadtwaage von Osnabrück (1532)[5]
- Ratswaage von Osterode am Harz (1550)
- Ratswaage Potsdam (1836)[6]
- Alte Waage von Ravensburg (1556)[7]
- Neue Waag Regensburg (um 1300, ab 1441 Waage)
- Stadtwaage von Stade (1753)[8]
- Stadtwaage von Stralsund, am Rathaus (13. oder 14. Jh.)
- Hafenwaage in Stralsund (?)

## Estland
- Waage von Narva (1741–1944)[9]

## Frankreich
- Poids du Roi in La Rochelle (?)[10]

## Großbritannien
- Weigh house Edinburgh (1352–1820)[11]
- Customs house London (1666, nach Brand 1718)[12]

## Italien
- Waaghaus Bozen (14. Jh.)

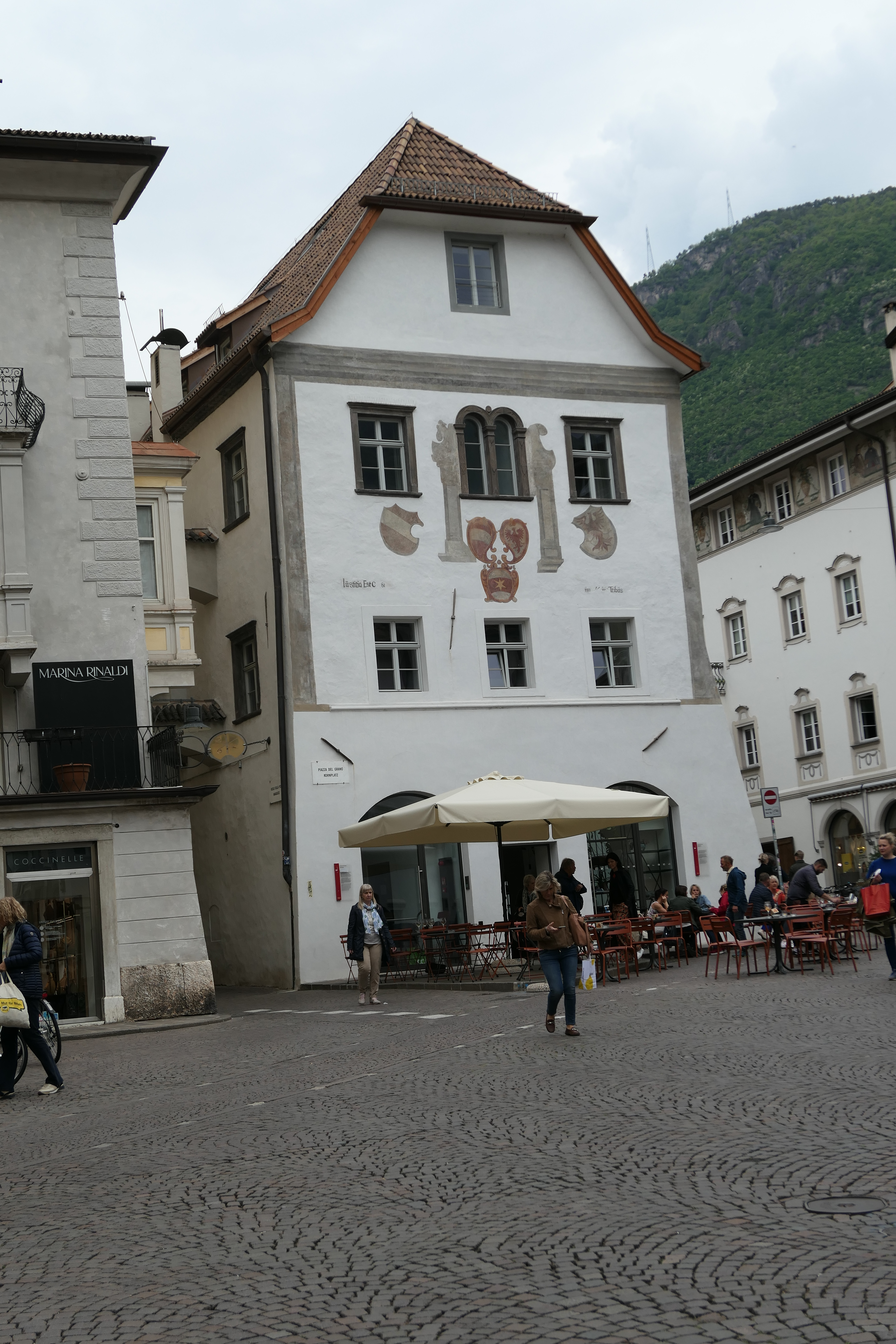
Waage von Bozen (I)

- Dogana Florenz (am Palazzo Vecchio, 1495)[13]
- Dogana di San Fermo Verona (1746)[14]
- Dogana Terra im Palazzo dei Dieci Savi in Venedig (nach 1513)

## Niederlande
- Waage von Alkmaar (1582)[15]
- Waage von Amersfoort (1622–1865)

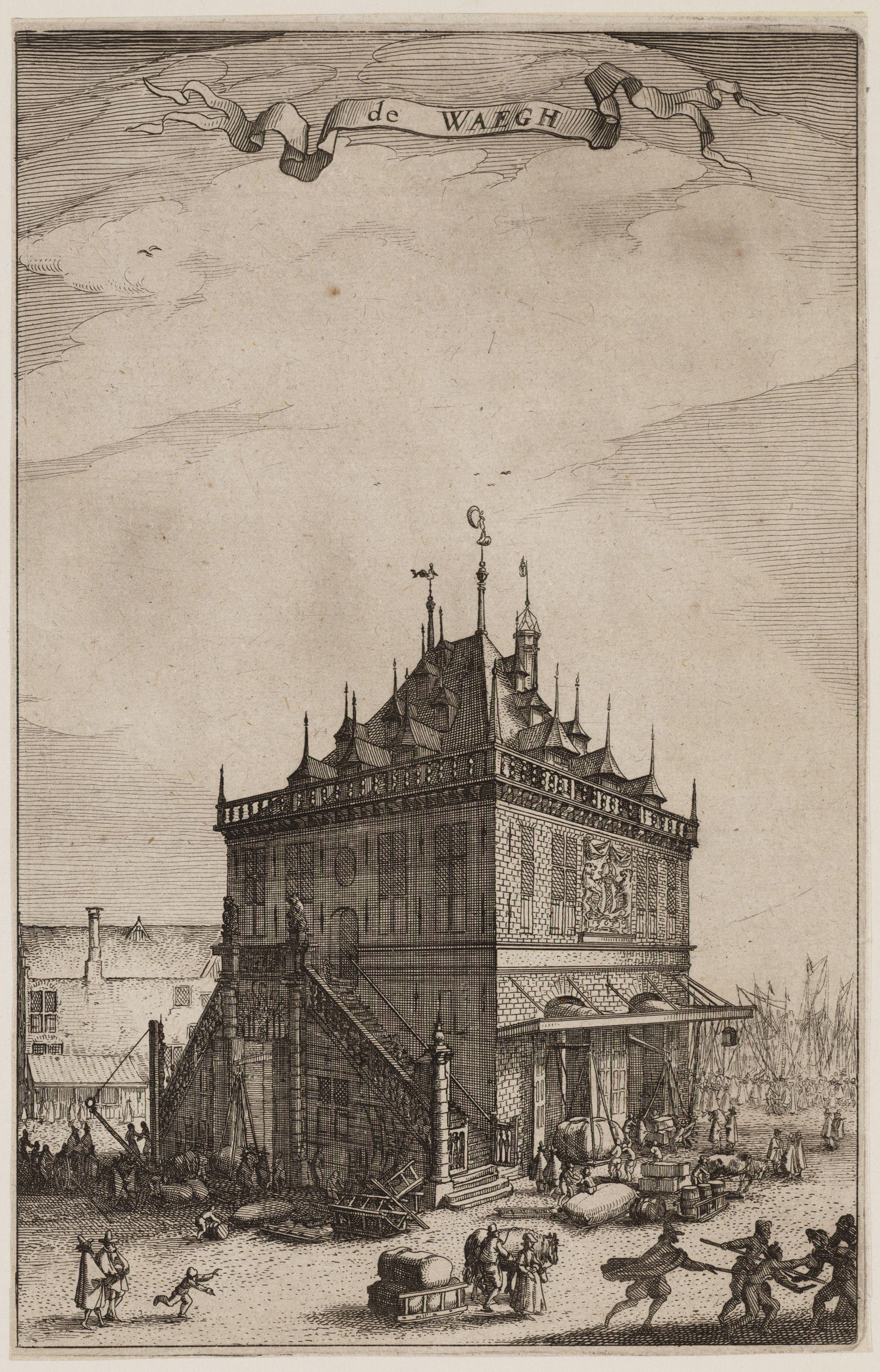
Waage von Amsterdam (NL)

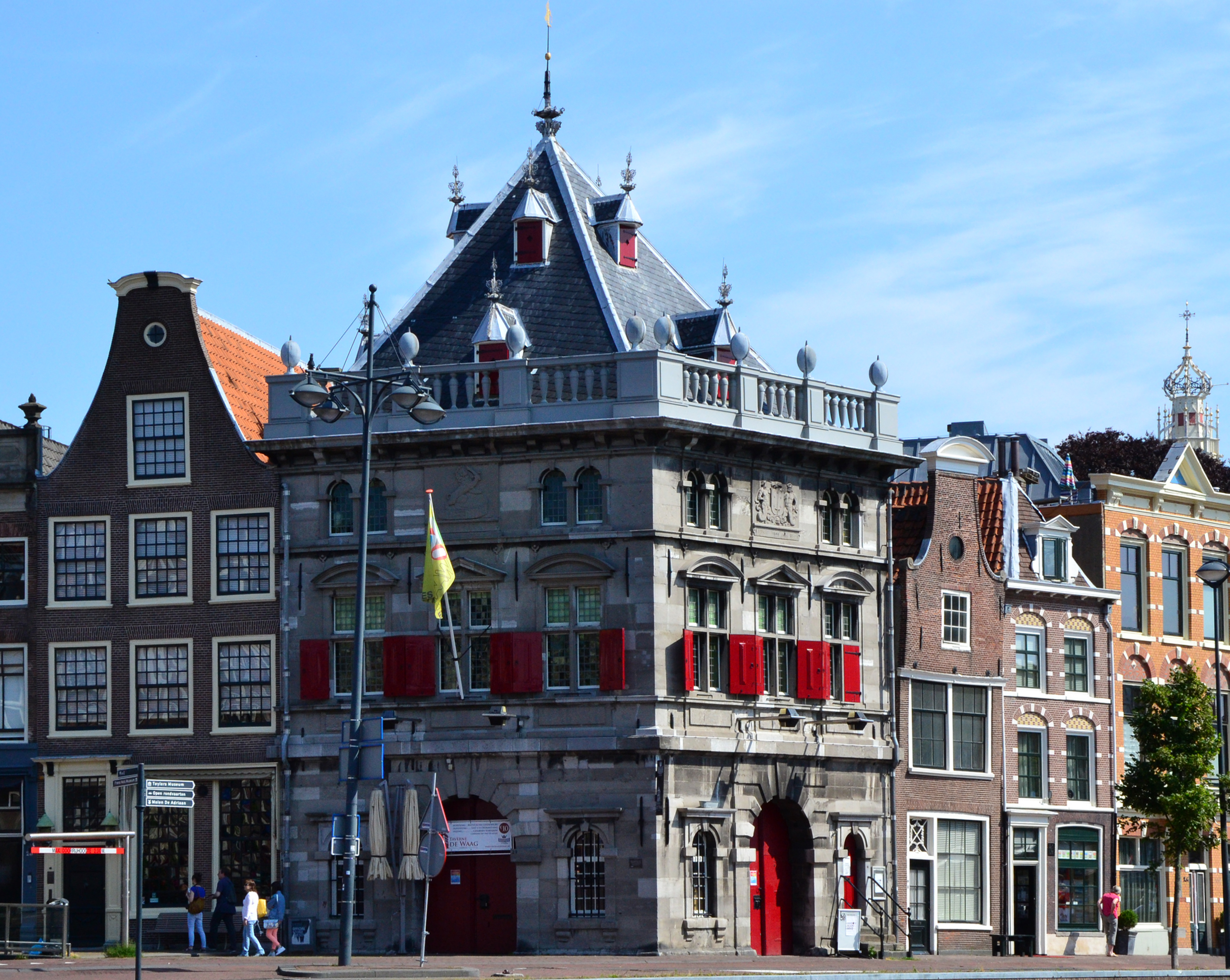
Waage von Haarlem (NL)

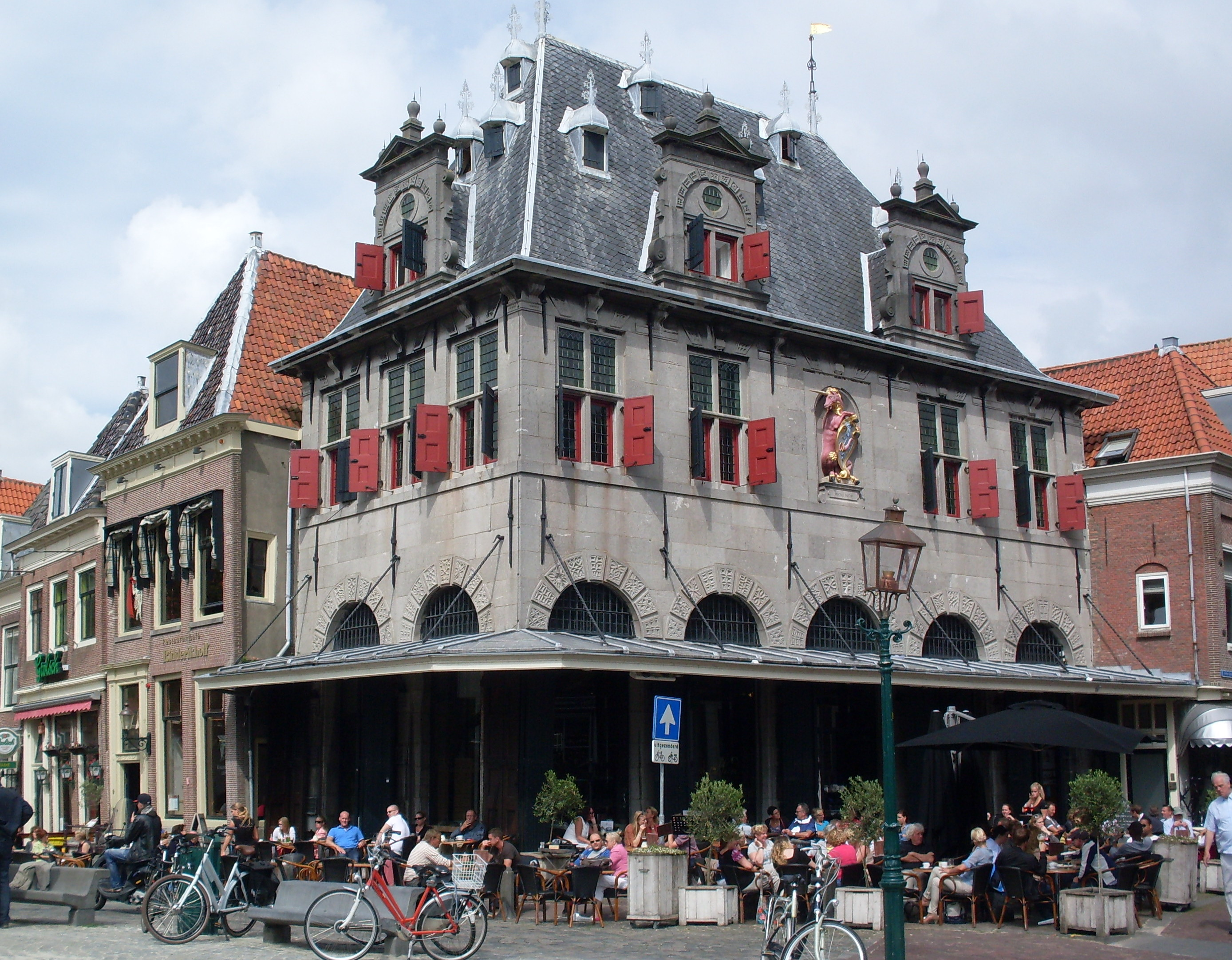
Waage von Hoorn (NL)

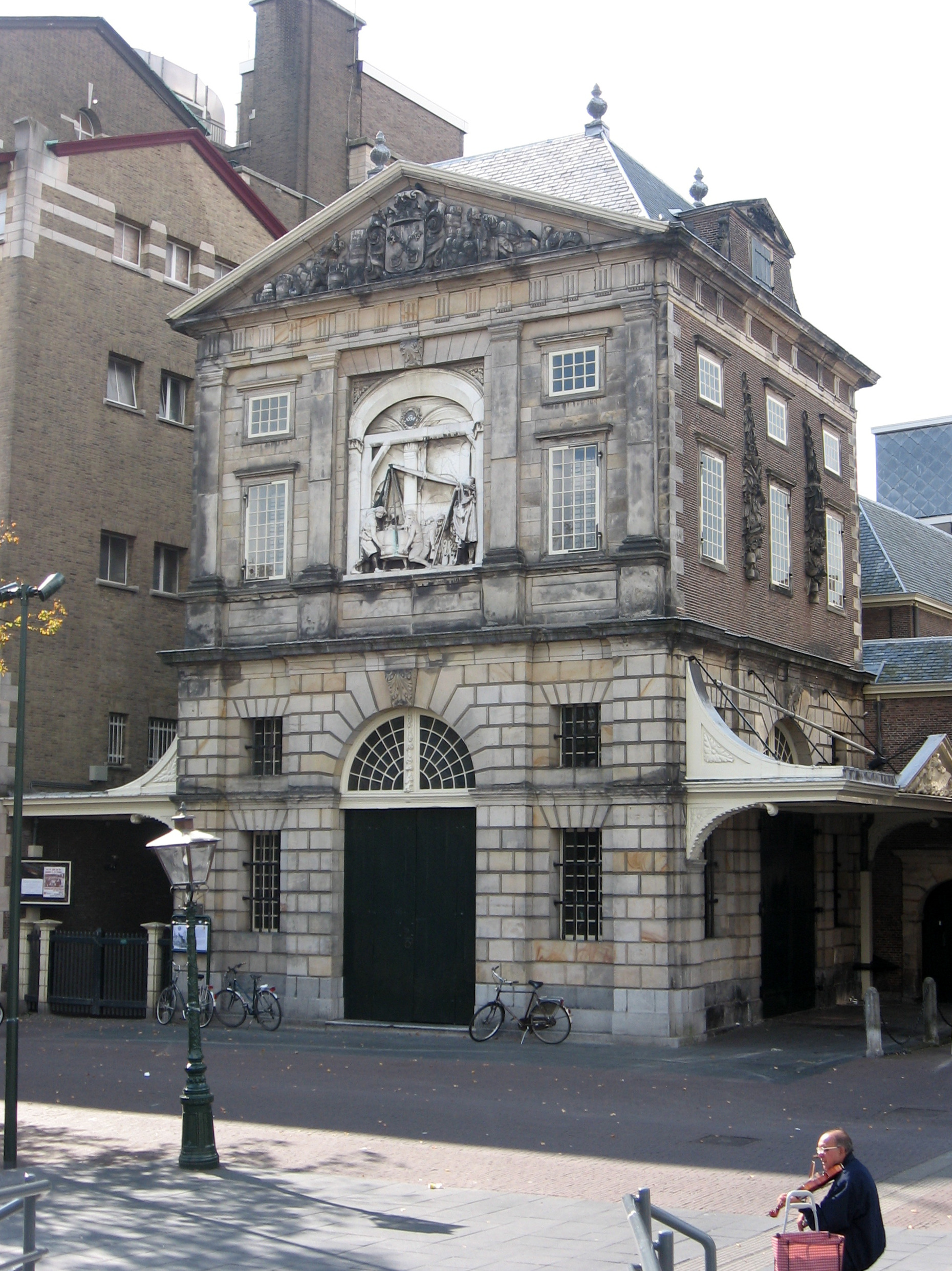
Waage von Leiden (NL)

- Waage von Amsterdam (auf dem Damplatz, 1565–1808, Synthesetyp)
- Neue Waage von Amsterdam, auch St. Antonieswaage genannt (1617)
- Boterwaag (Butterwaage) in Amsterdam (auf dem Rembrandtplein, 1655);
- Waage von Arnhem (1761, Turmtyp)
- Waage von Bergen op Zoom (1751)
- Waage von Breda (1659–1865)
- Waage von Brielle (1623)
- Waage von Brouwershaven (1646)
- Waage von Buren (1612)
- Waage von Delfshaven (?)
- Waage von Delft (16. Jh.)
- Butterwaage Den Haag (nach 1650)
- Waage von Deventer (1528)
- Waage von Doesburg (um 15. Jh.)
- Waage von Dordrecht (1360)
- Eisenwaage in Dordrecht (1325)
- Waage von Edam (1778)
- Waage von Elburg (im Goortor, ?–1854)
- Waage von Franeker (1657, Durchfahrtstyp)
- Waage von Gouda (1668, Synthesetyp);
- Waage von Groenlo (16. Jh.);
- Waage von Groningen (1660–1874, Durchfahrtstyp);
- Waage von Haarlem (1598, Durchfahrtstyp)
- Waage von Hattem (1621)
- Waage von Hoorn (1609, Loggiatyp)
- Waage von Ijsselstein (1779)
- Waage von Kampen (im Veenetor, ?)
- Waage von Leeuwarden (1598, Durchfahrtstyp)
- Waagee von Leiden (1658, Synthesetyp)
- Waage Lochem (nach 1640)
- Wollwaage in Maastricht (1721)
- Waage von Medemblik (17. Jh.)
- Waage von Meppel (1617)
- Waage von Middelburg (1523)
- Waage von Monnickendam (1669, Laubentyp)
- Waage von Montfoort (1615–20. Jh.)
- Waage von Rhenen (1738–1960er)
- Waage von Makkum (1698, Turmtyp)
- Waage von Nieuwpoort (1697)
- Waage von Nijmegen (1612)
- Waage von Oudewater, sog. Hexenwaage (1595)
- Waage von Rotterdam (1703–1827)
- Waage von Schiedam (1572)
- Waage von Schoonhoven (1617)
- Waage von Purmerend (1744–1883)
- Waage von Sneek (17. Jh.)
- Waage von Steenwijk (1642)
- Waage von Utrecht (1410)
- Waage von Vianen (17. Jh.)
- Waage von Vlaardingen (um 1609)
- Waage von Workum (1650)
- Waage von Zaltbommel (1798)

## Polen
- Waage von Breslau (vor der Handelshalle von 12429)[16]
- Waage von Krakau (2. Hälfte 14. Jh.–ca. 1875, „Wielka Waga Miejska“)[17]
- Stadtwaage Posen (1534)[18]

## Suriname
- Waage von Paramaribo (1824)[19]

## Schweiz

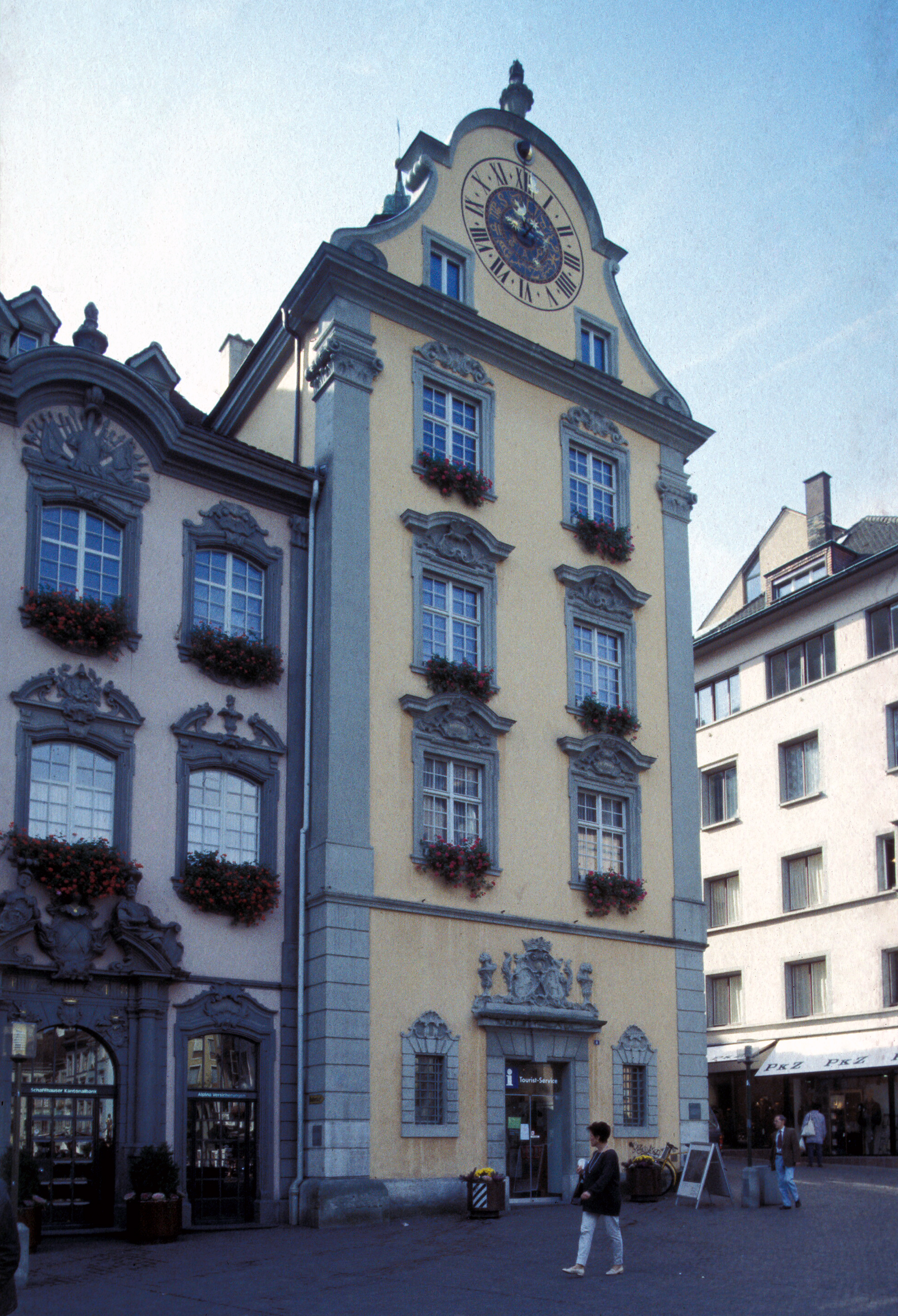
Waage von Schaffhausen (CH)

- Fronwaagturm, Schaffhausen (1747)
- Waaghaus St. Gallen (1585)
- Waaghaus Winterthur (1503)

## Nachweise
1. ↑  Kiem 2009, 81 ff.
2. ↑  Egied Van Hoonacker, Duizende Kortrijkse straten, N.V. Vonksteen, Langemark, 1986, 591 ff.
3. ↑  Kiem 2009, 191 f.
4. ↑  https://www.bavariathek.bayern/wiederaufbau/gebaeude/detail/alte-stadtwaage/487
5. ↑  Kiem 2009, 181.
6. ↑  https://www.potsdam-wiki.de/Ratswaage
7. ↑  https://www.digishelf.de/rest/pdf/mets/bsz407605185_1999.xml/LOG_0040/Im_Rathaus_tagte_nicht_nur_der_Rat__ber_die_Nutzung_der_Rathausrumlichkeiten.pdf?watermarkId=bsz-st-bodenseebibliotheken
8. ↑  https://www.maritime-elbe.de/stader-stadtwaage/
9. ↑  Sten Karling, Narva; eine baugeschichtliche Untersuchung. Stockholm 1936, 366.
10. ↑  Kiem 2009, 197 f.
11. ↑  http://www.royal-mile.com/history/weigh-house.html
12. ↑  Felix Barker u. Peter Jackson, London; 2000 years of a city and its people. London 1974, 142, 149, 182.
13. ↑  Donatella Calabi, Il mercato e la città; piazze, strade, architetture d'Europa in età moderna. Venezia 1993, 82. ISBN 88-317-5833-0
14. ↑  https://verona.com/it/verona/dogana-di-san-fermo/
15. ↑  Vgl. zu den Objekten in den Niederlanden Kiem 2009, 19–130, 217–236.
16. ↑  Gerhard Nagel: Das mittelalterliche Kaufhaus und seine Stellung in der Stadt; eine baugeschichtliche Untersuchung an südwestdeutschen Beispiel. Berlin 1971, fig. 177 and 178.
17. ↑  Żukow-Karczewski M.: Nie istniejące budowle Krakowa. Waga Wielka (Komisja), „Echo Krakowa“, 66 (13378), 3 kwietnia 1991.
18. ↑  https://www.poznan.pl/mim/staryrynek/index.html?co=object&id_klasy=2132&id_obiektu=37554&lang=pl&lhs=staryrynek_object&srs=EPSG:2177
19. ↑  Coenraad Liebrecht Temminck Groll et al., De architectuur van Suriname 1667–1930, Zutphen 1973, 159 ff.